# Oberon, König der Elfen
Oberon, König der Elfen ist ein Singspiel in drei Akten von Paul Wranitzky (Musik). Das Libretto von Carl Ludwig Giesecke ist eine Bearbeitung des fünfaktigen Librettos Hüon und Amande von Friederike Sophie Seyler (1789), das wiederum auf der zweiten Fassung des Versepos Oberon von Christoph Martin Wieland (1784) basiert. Die Uraufführung fand am 7. November 1789 im Theater auf der Wieden in Wien statt.

## Instrumentation
Die Orchesterbesetzung des Singspiels enthält die folgenden Instrumente:
- Holzbläser: zwei Piccoloflöten, zwei Flöten, zwei Oboen, zwei Klarinetten, zwei Fagotte
- Blechbläser: zwei Hörner, zwei Trompeten
- Pauken, Schlagzeug: Große Trommel, Triangel, Tschinellen
- Streicher
- Bühnenmusik: zwei Oboen, zwei Fagotte, zwei Hörner

## Werkgeschichte
Friederike Sophie Seylers Libretto Hüon und Amande wurde 1789, in ihrem Todesjahr, veröffentlicht, und war dem Schauspieler Friedrich Ludwig Schröder gewidmet. Die ursprüngliche Vertonung stammte von dem Schleswiger Musikdirektor Karl Hanke (1750–1803?). Carl Ludwig Giesecke, ein Mitglied der Truppe von Emanuel Schikaneder, verringerte noch im selben Jahr für sein Libretto die Anzahl der Akte von fünf auf drei, indem er den ersten und zweiten sowie den vierten und fünften Akt zusammenfasste. Außerdem dichtete er einige Prosatexte in Verse um, ergänzte einige Arientexte und entfernte andere. Dieser Text wurde daraufhin von Paul Wranitzky vertont. Es handelt sich um seine erste Komposition für das Musiktheater.
Bei der Wiener Uraufführung am 7. November 1789 im Theater auf der Wieden sangen u. a. Josepha Hofer (Oberon), Benedikt Schak (Hüon) und Franz Xaver Gerl (Almansor). Im Publikum befand sich vermutlich auch Wolfgang Amadeus Mozart. Die Aufführung war ein großer Erfolg, der Schikaneder dazu animierte, für Mozart den Text der Zauberflöte zu schreiben. Auch Mozarts Musik dazu weist einige Ähnlichkeiten mit Wranitzkys Werk auf. Oberon, König der Elfen genoss lange Zeit große Popularität, die erst 1826 durch Carl Maria von Webers Oberon in den Schatten gestellt wurde.